# 木村謹吾

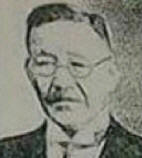
木村謹吾肖像

木村謹吾（日语：／ Kimura Kingo */?，1869年12月27日—？），日本駿河國（今靜岡縣）人，醫師、教育家，曾開設木村胃腸病院、木村盲啞教育所（臺北市立啟明學校、臺北市立啟聰學校前身），亦為基督徒:12。

## 生平
木村謹吾明治二年（1869年）11月25日:11生於駿河國沼津本町:78，為盲人教育家木村廉敬（一作簾敬、廉靜:11）之子:24。1882入讀沼津中學校（今沼津東高等學校），1886年畢業後赴海軍軍醫學校就讀:78，1891年退學，一年後開業於橫濱:11。1895年9月以陸軍省雇員之身分前往臺灣:25，翌年即於基隆醫院任職:78，致力撲滅傳染病:25。1899年在新竹縣大嵙崁街（今桃園市大溪區）行醫，同時受該地公學校之託，替兒童進行身體檢查，有「本島學校兒童身體檢查之嚆矢」之稱:207。1901年任臺灣公醫。1908年開設「木村胃腸病院」，並在1915年藉御大典之熱度開始籌設盲人學校，稱「臺北訓盲院」，1917年6月盲人學校成立，名為「木村盲啞教育部」，設在胃腸病院內:12:1014，由其自任所長兼教師:12。1918年增設診療部及社會教育部。除於臺北西門外街一丁目九番地擴建校地外，亦向臺北州申請創設「私立盲啞學校」:25。
1920年8月30日:1014，「私立盲啞學校」之申請獲得批准，遷至西門外街一丁目九番地新校址:25，稱「私立臺北盲啞學校」:12，木村聘請林文勝、高火、郭在等人至學校服務:25。1921年獲天皇頒贈銀時計一箇，1923年再得銀杯一只:25。1928年，其將「私立臺北盲啞學校」交由政府辦理，改制為「臺北州立臺北盲啞學校」:14:27:22，木村謹吾任教喻及校長:1014:27。1930年木村謹吾獲選參加世界盲人會議，日本選出之與會代表另有東京盲學校校長秋葉馬治、名古屋盲學校校長橋村德一。1931年3月12日抵達橫濱，接著乘船赴美國參加4月15日於紐約召開之會議，此外亦須考察歐美各國的聾啞教育、職業、保護政策等:15。8月5日返日。
木村謹吾在1938年5月宣佈引退:16，由其子木村高明接任校長:16，卸任後仍擔任教諭一職:28。1940年12月任臺北市教化聯合會教化委員，後為酒類賣捌人。戰後遭遣返回日本:23。

## 註解
1. ↑  沼津本町即現靜岡縣沼津市本町、八幡町（日语：八幡町 (沼津市)）、旭町、下河原町、蛇松町、千本常盤町、常盤町1至3丁目、千本綠町1至3丁目、春日町、蓼原町、千本中町、千本西町、千本東町、千本港町、雙葉町、本田町、高澤町、真砂町、丸子町、白銀町、高島本町（日语：高島本町）、錦町、東間門1至3丁目、大手町（日语：大手町 (沼津市)）1至3丁目、魚町、西條町、幸町、下本町、新町、末廣町、淺間町、添地町、大門町、通橫町、仲町、東宮後町、松下町、鵰町、市道町、松下町一帶[4]。